# Jaime Rodríguez-Arana
Jaime Rodríguez-Arana Muñoz (Ferrol, La Coruña, 7 de abril de 1961) es un jurista español de reconocido prestigio en el ámbito internacional.

## Biografía
Doctor en Derecho por la Universidad de Santiago de Compostela. Doctor honoris causa por la Universidad Hispanoamericana de Nicaragua. Doctor honoris causa por la Universidad Escuela Libre de Derecho de Costa Rica.
Catedrático de Derecho Administrativo en la Universidad de La Coruña. Profesor Honorario de la Universidad Nacional del Nordeste (Argentina). Profesor Honorario de la Universidad Católica del Uruguay
Presidente del Foro Iberoamericano de Derecho Administrativo y de la Asociación Española de Ciencias Administrativas. Presidente de la Sección Española del Instituto Internacional de Ciencias Administrativas.
Director del grupo de investigación de Derecho Público Global de la Universidad de La Coruña. Director del Doctorado interuniversitario en Derecho Administrativo Iberoamericano
Presidente de la spin off Ius Publicum Innovatio.
Coordinador General de la Red Iberoamericana de Contratación Pública. Presidente del Consejo Académico del Instituto Iberoamericano de Estudios e Investigación. Miembro del Consejo Nacional de la Actividad Investigadora (CENAI). Miembro del Directorio de la Red Eurolatinoamericana de Derecho Administrativo. Director del Anuario Iberoamericano de Buena Administración y de la Revista Española de Derecho Administrativo Iberoamericano, ambas editadas por IJ Editores.
Miembro de la Academia Internacional de Derecho Comparado de La Haya, de la Real Academia Española de Jurisprudencia y Legislación, de la Academia Iberoamericana de Derecho Electoral, de la Academia Nacional de Derecho de Córdoba (República Argentina), de la Academia Nicaragüense de Jurisprudencia y de la Academia Colombiana de Jurisprudencia.
Presidente honorario de la Asociación Centroamericana de Derecho Administrativo, miembro fundador de la Asociación Internacional de Derecho Administrativo. miembro del Instituto Internacional de Derecho Administrativo.
Es miembro de los consejos académicos diferentes maestrías de Derecho Administrativo en diferentes Universidades, especialmente del área iberoamericana así como integrante de consejos científicos en numerosas revistas de Derecho Administrativo en España y en diversos países. 
Ha sido miembro del Comité de Expertos en Administración Pública de Naciones Unidas, diputado nacional en las Cortes Generales españolas por la provincia de La Coruña, subsecretario de Administraciones Públicas del Reino de España,  director del Instituto Nacional de Administración Pública (España), presidente de la Fundación Instituto Internacional de Administración Pública, presidente y vicepresidente del Centro latinoamericano de Administración para el Desarrollo, director de la Escuela Gallega de Administración Pública, director del Instituto Canario de Administración Pública, director del Departamento de Derecho Administrativo de la Universidad de la Laguna, magistrado suplente del Tribunal Superior de Justicia de Canarias y miembro de la Comisión de Expertos para la Reforma del Senado. Obtuvo los Premios Decano Raimundo d`Abadal del Colegio de Abogados de Barcelona, Decano Zarate y Penichet del Colegio de Abogados de Santa Cruz de Tenerife de investigación jurídca e Ildefonso Palma, de la Asociación Nicaragüense de Derecho Administrativo. Está en posesión de la Gran Cruz de la Orden de Isabel la Católica. Ha sido miembro del Jurado de Naciones Unidas para los Premios Mundiales de Administración Pública.
También ha participado como observador de la Unión Europea en las elecciones venezolanas de 1997 y ha trabajado como consultor en materias de reforma del Estado y modernización administrativa para diferentes Gobiernos y Administraciones públicas.
Ha sido profesor de Derecho Administrativo en diferentes Universidades españolas y extranjeras y miembro honorario de las principales asociaciones nacionales de Derecho Administrativo, especialmente en el área iberoamericana.
Es autor de libros de Derecho Público y Ciencia Política, entre los que destacan, por su temática relacionada con la cultura, “Principios de Ética Publica”, “El espacio de centro”, “Comunitarismo, ética y solidaridad”, “Nuevas Claves del Estado del Bienestar“, “ La Dimensión Ética”,  “Estudios sobre la Constitución”,  “Ética, Poder y Estado” , “Autonomías y nacionalismo” y, recientemente, Derecho Administrativo y Derechos sociales fundamentales y, en colaboración con el profesor Enrique Rivero, en portugués, O Direito Administrativo da dignidade Humana, y, este año, en colaboración con la profesora Almudena Fernández Carballal, La buena Administración del Urbanismo.
Militante del Partido Popular, ha sido director del Instituto Canario de Administración Pública del gobierno canario y de la Escola Galega de Administraciones Públicas, vicepresidente del Instituto Internacional de Metodología Jurídica, subsecretario del Ministerio para las Administraciones Públicas (10 de mayo de 1996 a mayo de 2000), nombrado por Mariano Rajoy, entonces ministro en el gobierno de José María Aznar, y director general del Instituto Nacional de la Administración Pública (INAP, nombrado el 5 de mayo de 2000). Fue diputado del PP por La Coruña en la VI Legislatura, en la que causó baja el 14 de mayo de 1996, siendo sustituido por María Fernanda Faraldo Botana.
- Datos: Q6121124